# Cantó de Soultz-sous-Forêts
El cantó de Soultz-sous-Forêts (alsacià Kanton Sulz) és una antiga divisió administrativa francesa que estava situada al departament del Baix Rin i a la regió del Gran Est.
Va desaparèixer al 2015 i el seu territori es va dividir entre el cantó de Wissembourg i el cantó de Reichshoffen.

## Composició
El cantó de Soultz-sous-Forêts aplega 19 comunes :
| Nom alsacià                | Nom francès             | Nom alemany             |
| Àschbàch                   | Aschbach                | Aschbach                |
| Batschdorf frz. Betschdorf | Betschdorf              |                         |
| Dràchebrunn-Bírlebach      | Drachenbronn-Birlenbach | Drachenbronn-Birlenbach |
| Hàtte                      | Hatten                  | Hatten                  |
| Hoffe                      | Hoffen                  | Hoffen                  |
| Hunschpach                 | Hunspach                | Hunspach                |
| Íngelse                    | Ingolsheim              | Ingolsheim              |
| Keffenàch, / Kíffenàch     | Keffenach               | Keffenach               |
| Kutzehüse                  | Kutzenhausen            | Kutzenhausen            |
| Lüsann                     | Lobsann                 | Lobsann                 |
| Mammelshoffe               | Memmelshoffen           | Memmelshoffen           |
| Marikwiller-Bachelbrunn    | Merkwiller-Pechelbronn  | Merkweiler-Pechelbronn  |
| Owerreddere                | Oberrœdern              | Oberrödern              |
| Retschwiller               | Retschwiller            | Retschweiler            |
| Ritterschoffe              | Rittershoffen           | Rittershoffen           |
| Scheeneburi                | Schœnenbourg            | Schönenburg             |
| Sulz                       | Soultz-sous-Forêts      | Sulz unterm Wald        |
| Stundwiller                | Stundwiller             | Stundweiler             |
| Sürburi                    | Surbourg                | Surburg                 |

## Història
| Data d'elecció | Identitat          | Partit                  | Qualitat |
| -------------- | ------------------ | ----------------------- | -------- |
| 2001-          | Jean-Laurent Vonau | independents centristes |          |